# Pierfrancesco Favino
Pierfrancesco Favino, född 24 augusti 1969 i Rom, är en italiensk skådespelare.

## Utmärkelser
Favino har bland annat vunnit Volpipokalen för bästa manliga skådespelare 2020 för Padrenostro.

## Roller i urval
- 2001 – Sista kyssen
- 2006 – Dold identitet
- 2006 – Natt på museet
- 2008 – Berättelsen om Narnia: Prins Caspian
- 2009 – Natt på museet 2
- 2009 – Änglar och demoner
- 2013 – Rush
- 2014–2016 – Marco Polo (TV-serie) (9 avsnitt)
- 2019 – The Traitor
- 2020 – Gli anni più belli
- 2020 – Padrenostro
- 2024 – Maria